# Senda de planeo
La Senda de planeo (en inglés: Glide Slope)  también conocida como Trayectoria de planeo del Sistema de Aterrizaje Instrumental, comúnmente denominada Trayectoria de Planeo (G/P) o Pendiente de Planeo (G/S), es un sistema de guía vertical incorporado en el sistema de aterrizaje instrumental que indica la desviación vertical de una aeronave respecto a su trayectoria correcta de descenso para su aproximación final.

Patrones de emisión de las señales del localizador del sistema de aterrizaje instrumental y de la senda de planeo

Un indicador de senda de planeo, el piloto debe corregir hacia la izquierda y un poco hacia arriba para poder agarrar la senda de planeo y estar alineado con la pista de aterrizaje

## Descripción
La senda de planeo funciona de la misma manera general que el localizador ILS y usa la misma codificación, pero normalmente se transmite para producir una línea central en un ángulo de 3 grados sobre la horizontal desde una antena al lado de la pista en lugar del final de la misma. La única diferencia entre las señales es que el localizador se transmite utilizando frecuencias portadoras más bajas, utilizando 40 canales seleccionados entre 108,10 MHz y 111,95 MHz, mientras que la senda de planeo tiene un conjunto correspondiente de 40 canales entre 328,6 y 335,4 MHz. Las frecuencias más altas generalmente dan como resultado que las antenas radiantes de la senda de planeo sean más pequeñas. Los pares de canales no son lineales; El canal 1 del localizador está en 108,10 y está emparejado con la senda de planeo en 334,70, mientras que el canal 2 está en 108,15 y 334,55. Hay agujeros y saltos por ambas bandas.

## Funcionamiento

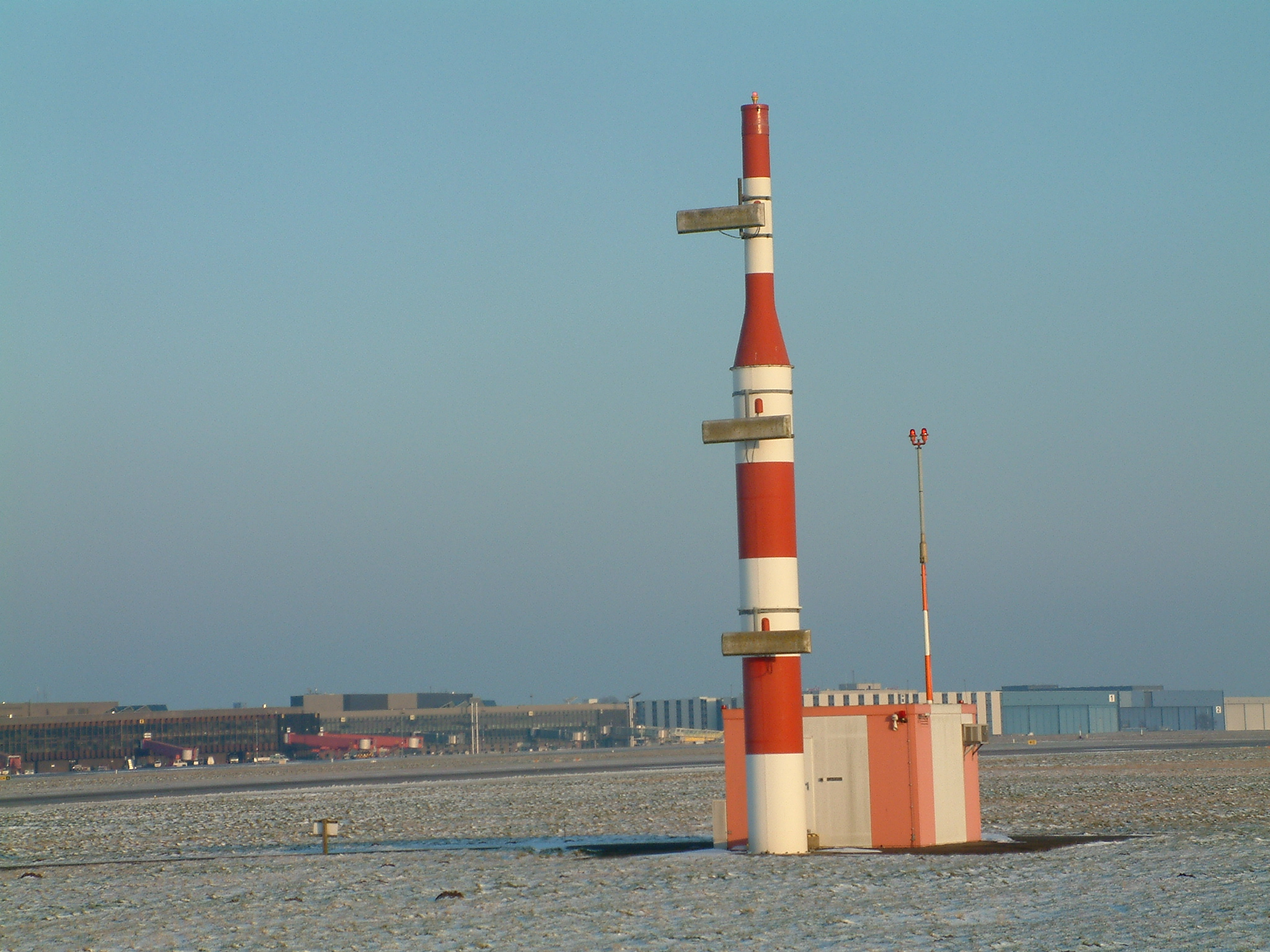
Estación de senda de planeo para la pista 09R del Aeropuerto de Hannover en Alemania

Una estación que posea una senda de planeo utiliza un conjunto de antenas en fase ubicadas en una torre que está al lado de aproximadamente de 250 a 650 pies a un lado de la línea central de la pista de aterrizaje y aproximadamente de 750 a 1250 pies más allá del extremo de aproximación y del inicio de la pista de aterrizaje, adyacente a la zona de contacto de la pista. La senda de planeo se transmite en la porción de frecuencia ultra alta (UHF) de 328 a 336 MHz del espectro electromagnético. De manera similar al localizador, la señal de la senda de planeo está modulada en amplitud con tonos de audio de 90 y 150 Hz y se transmite en una señal del portador. El centro de la señal de pendiente de planeo está dispuesto para definir una trayectoria de planeo de aproximadamente 3° por encima de la horizontal (nivel del suelo).

## Emparejamiento con frecuencias portadoras
Las frecuencias portadoras del localizador (LOC) y de la senda de planeo (G/S) están emparejadas de modo que la radio de navegación sintoniza automáticamente la frecuencia de senda de planeo (G/S) que corresponde a la frecuencia LOC seleccionada. La señal LOC está en el rango de 110 MHz mientras que la señal G/S está en el rango de 330 MHz.
Las frecuencias portadoras "LOC" pueden variar entre 108,10 y 111,95 MHz (el primer dígito decimal de 100 kHz siempre es impar, por lo que 108,10, 108,15, 108,30, etc. son frecuencias LOC y no se utilizan para ningún otro propósito).
Se transmiten dos señales en uno de los 40 canales del ILS. Una señal  tiene una modulación de amplitud de 90 Hz y la otra de 150 Hz. Ambas se transmiten desde un conjunto de antenas en fase ubicadas en el mismo lugar de la otra.